# Heisenhof

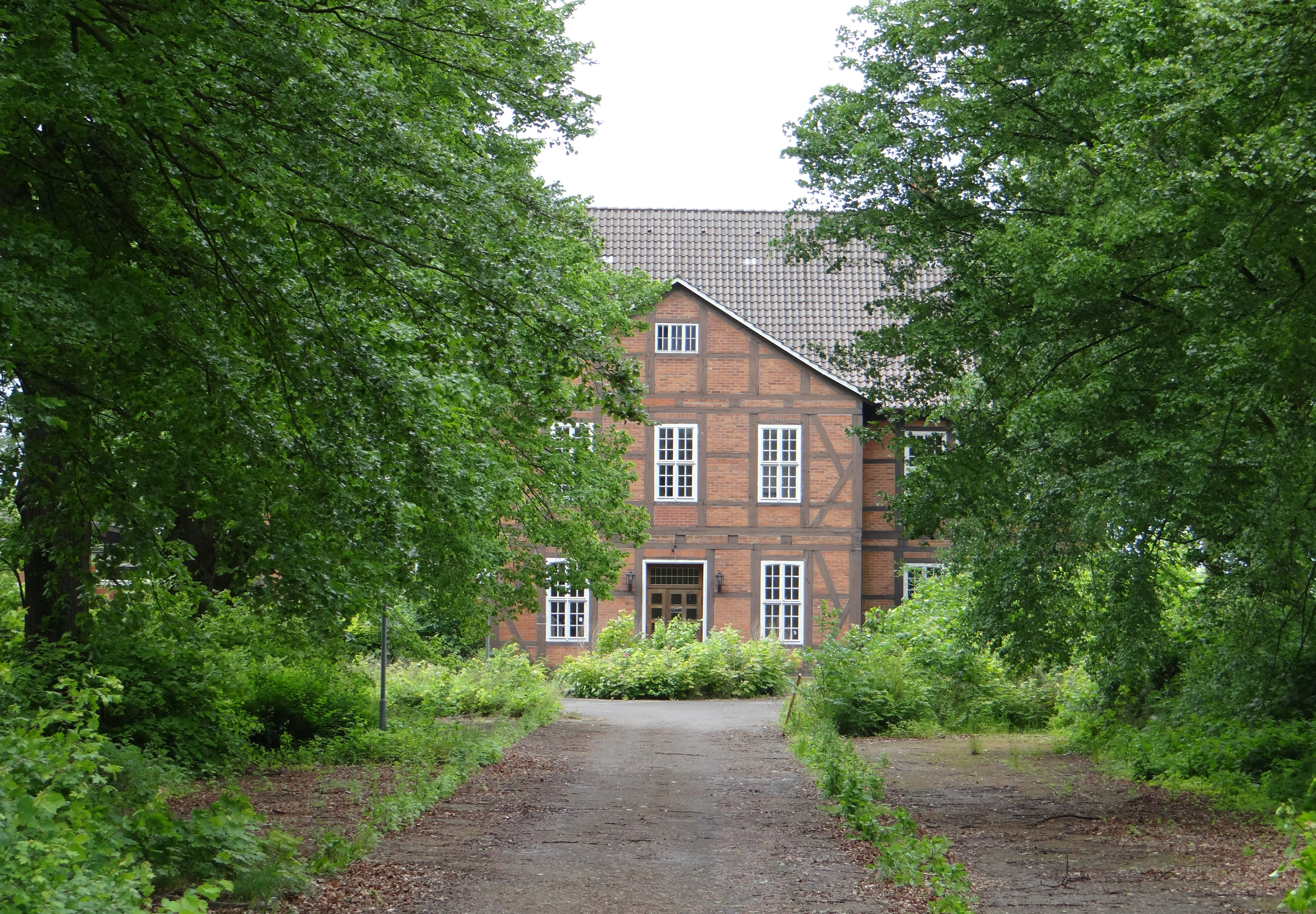
Hauptgebäude des Heisenhofs, 2014

Der Heisenhof, auch Drübberanlage und früher Gut „Ramdohr zu Drübber“ bezeichnet, ist ein ehemaliges landwirtschaftliches Gut in der Ortschaft Barme der Gemeinde Dörverden. Der Hof gehörte von 2004 bis Herbst 2011 der Wilhelm-Tietjen-Stiftung für Fertilisation Ltd., deren Gesellschafter der 2009 verstorbene rechtsextreme Rechtsanwalt Jürgen Rieger war.

## Geschichte

### Entstehung
Der Heisenhof war 1686 bis 1839 ein Rittergut der Familie von Ramdohr. Der kurhannoversche Kanzleisekretär Albrecht Andreas von Ramdohr erwarb 1686 das Gut Drübber und konnte es sodann durch Tauschverhandlungen mit der Landesherrschaft und mit Privatpersonen bedeutend abrunden und vergrößern. Auf dem Gut kam 1757 Basilius von Ramdohr zur Welt. Im Februar 1758 fanden in unmittelbarer Nähe des Ramdohrschen Anwesens erbitterte Gefechte zwischen französischen Truppen des Generals Chabot und kurhannoverschen Einheiten unter Prinz Ferdinand statt, die hier den Übergang über die Weser erzwangen und nach Hoya vorrückten. Gutsverwalter im Jahre 1762 war Johann Jacob Neynaber. Die Ramdohrs verkauften das Gut 1839 an die Krone Hannover, die es in eine königliche Domäne verwandelte. Im Jahr 1898 wurde das Gut von Adolf Heise erworben.

### 20. Jahrhundert: Verwaltungssitz einer Munitionsfabrik und Offizierskasino

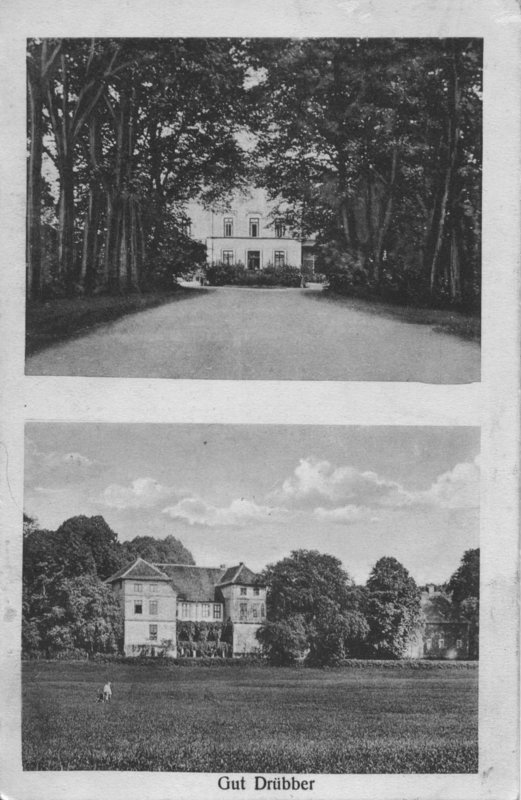
Gut Drübber, Postkarte 1914

Das Anwesen war seit den 1930er Jahren bis zum Ende des Zweiten Weltkriegs 1945 Teil eines ca. 380 ha umfassenden Geländes der sogenannten Anlage Weser der Eibia GmbH, einer Munitionsfabrik, in der Zwangsarbeiter vor allem aus Osteuropa arbeiten mussten. 1945 bis 1949 war das Gelände von der britischen Besatzungsmacht beschlagnahmt. Von 1957 bis 1996 wurde der Heisenhof als Teil der Niedersachsen-Kaserne der Bundeswehr genutzt, zuletzt als Offizierskasino und Standortverwaltung. Die Bundeswehr hatte das Gelände von der Industrieverwaltungsgesellschaft in Bonn gemietet, an welcher der Bund damals beteiligt war.

### Privatisierung und Verkauf an die Wilhelm-Tietjen-Stiftung für Fertilisation Ltd.
Im Jahre 2003 wurden die ehemals zum Standort gehörenden Grundstücke zum Kauf angeboten. Den Heisenhof nebst 2,6 ha Land erwarb die Wilhelm-Tietjen-Stiftung für Fertilisation Ltd. in einer Versteigerung für 255.000 €.
Im August 2006 wurde die Limited wegen eines fehlenden Geschäftsberichtes im britischen Register gelöscht. Das Amtsgericht Jena setzte im März 2007 einen Nachtragsliquidator für das Vermögen der Gesellschaft in Deutschland ein. Die Restgesellschaft sollte abgewickelt und die Immobilie verkauft werden. Seit Anfang Mai 2008 ist die Gesellschaft wieder aktiv. Die Nachtragsliquidation ist seit Juli 2008 rechtskräftig aufgehoben.
Seit 2009 versucht der Landkreis, den Heisenhof abreißen zu lassen. Ein Gerichtsurteil vom April 2011 entschied, dass dies ungeachtet der Bedenken wegen des von 1988 bis 2006 bestehenden Denkmalschutzes rechtmäßig ist.

### Weitere Verkäufe
Im Oktober 2011 wurde das gesamte Areal von der Wilhelm-Tietjen-Stiftung an den Kaufmann Rüdiger Meyer aus Kirchlinteln verkauft. Dieser beabsichtigte, aus dem ehemaligen Rittergut mit Hilfe von Investoren aus dem Mittleren Osten für 10 Millionen Euro ein Erholungszentrum mit Spa, Wellness und Hotel zu machen, das den Namen Gut Ramdohr tragen soll. Er kämpfte um den Erhalt der zahlreichen historischen Gebäude und gegen die bestehende Abrissverfügung. Nach Aussagen des Landrates Peter Bohlmann sollte 2012 mit dem Abriss begonnen werden. Wenn die Gebäude für etwa 200.000 Euro abgerissen werden, liegt für das Land jedoch keine Baugenehmigung vor. Kritische Stimmen aus dem „Weser-Aller-Bündnis: Engagiert für Demokratie und Zivilcourage“ befürchten, dass der neue Eigentümer nur ein Strohmann sei, der den drohenden Abriss verhindern solle und das Gelände später wieder an die rechte Szene übergibt. Entsprechende Hinweise wurden auch an den Landkreis Verden herangetragen. Dörverdens Bürgermeisterin Karin Meyer sagte, man werde die Ausstellung einer Baugenehmigung nur prüfen, wenn die Wirtschaftskraft und der Nutzen für die Allgemeinheit nachgewiesen werden könne, was derzeit nicht der Fall sei.
Im Jahre 2018 wurde das 24.000 Quadratmeter große Anwesen für 500.000 Euro zum Verkauf angeboten. Für die Gebäude besteht weiterhin eine gerichtlich bestätigte Abrissverfügung. Im März 2019 wurde bekannt, dass ein Landwirt vorübergehend Interesse am Erwerb des Geländes hatte und Ende November 2019 wurde der Hof für 100.000 Euro an einen Rechtsanwalt und Geschäftsmann aus Hessen verkauft. Der Erwerber will auf dem Areal des Heisenhofes eine Parkanlage mit Themengärten errichten, ähnlich wie der im Entstehen begriffene Botanische Garten am Biebersteinschen Schloss in seinem Heimatort Hahnstätten.

## Nutzung
Der Heisenhof wurde nach Abzug der Bundeswehr 1996 bis zum Verkauf 2004 nur begrenzt wohnlich genutzt. Nach Abtrennung zum ehemaligen Kasernengrundstück bestand keine Sicherung der Abwasserentsorgung mehr. Dieses nahm die Untere Bauaufsichtsbehörde des Landkreises Verden zum Anlass, die Nutzung des Heisenhofs durch die Eigentümerin und deren Mieter zu untersagen.
Aufgrund fehlender rechtswirksamer Baugenehmigungen und der ungeklärten Abwasserentsorgung ist die Nutzung der Immobilie nur sehr beschränkt möglich. Eine Sammlung von Wehrmachts- und anderen Militärfahrzeugen, die Jürgen Rieger nach einem Brandanschlag hierher verbracht hatte, ließ der Nachlassliquidator entfernen. Gleichwohl diente der Heisenhof weiterhin als regionaler Treffpunkt der Neonazi-Szene.

## Bürgerinitiative

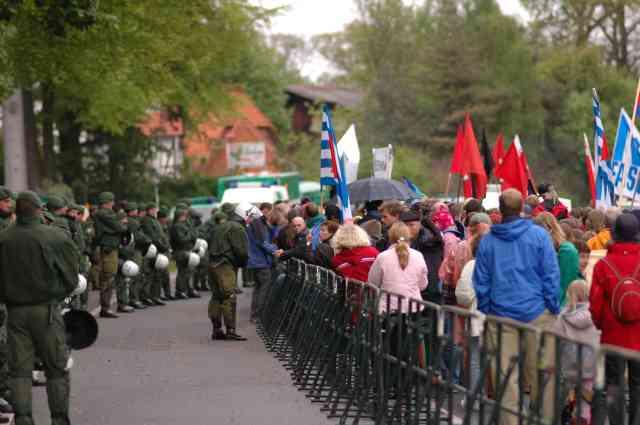
Demonstration 2005 gegen Rechtsextremismus vor dem Heisenhof

Als 2004 bekannt wurde, dass der Rechtsextremist Jürgen Rieger hinter dem Erwerb des Heisenhofes durch die Wilhelm-Tietjen-Stiftung steht, bildete sich eine Bürgerinitiative. Die Initiatoren befürchteten den Aufbau eines bundesweiten Schulungszentrums für Rechtsextremisten. Demonstrationen aus Protest gegen die Rechtsextremisten fanden wiederholt statt.